# Гряды (железнодорожная станция, Маловишерский район)
Гряды — посёлок при станции (железнодорожная станция) в Маловишерском районе Новгородской области.
В Грядах 17 улиц:
Болотная, Евдокимова, Ленинградская, Лесная, Лесной посёлок, Московская, Моховая, Набережная, Новая, Новгородская, Олега Денисова, Поперечная 1-я, Поперечная 2-я, Поперечная 3-я, Поперечная 4-я, Поперечная 5-я и Поперечная 6-я.
В посёлке расположена станция Гряды на главном ходу Октябрьской железной дороги.

## География
Посёлок расположен в 20 км к северо-западу от центра района — Малой Вишеры центра района — Малой Вишеры. Неподалёку находятся деревни Гряды и Горнешно, посёлок Дачный, в 2 км к востоку расположено озеро Горнешно.

## История
Пристанционный посёлок Межниковской волости Крестецкого уезда Новгородской губернии возник при станции Николаевской железной дороги, построенной в 1851 году.
С 1918 года посёлок относился к Межниковской волости новообразованного Маловишерского уезда Новгородской губернии, постановлением Маловишерского уисполкома от 24 мая 1918 года Межниковская волость была разделена на Грядскую и Межниковскую волости, центр вновь образованной Грядской волости находился на станции Гряды, однако центральные органы власти не утвердили её и Грядская волость была упразднена, путём присоединения к Межниковской волости, с 1 декабря 1921 года, на основании постановления президиума Новгородского губисполкома от 1 ноября 1921 года. 3 апреля 1924 года ВЦИК утвердил положение об укрупнении волостей Новгородской губернии, после чего посёлок в составе Грядского сельсовета Маловишерской волости уезда. Затем, с августа 1927 года, посёлок в составе Грядского сельсовета новообразованного Маловишерского района новообразованного Новгородского округа в составе переименованной из Северо-Западной в Ленинградскую области. По постановлению ЦИК и СНК СССР от 23 июля 1930 года Новгородский округ был упразднён, а район перешёл в прямое подчинение Леноблисполкому. Указом Президиума Верховного Совета СССР от 5 июля 1944 года была образована Новгородская область и Маловишерский район вошёл в её состав.
Во время неудавшейся всесоюзной реформы по делению на сельские и промышленные районы и парторганизации, в соответствии с решениями ноябрьского (1962 года) пленума ЦК КПСС «о перестройке партийного руководства народным хозяйством» с 10 декабря 1962 года и сельсовет и пристанционный посёлок вошли в крупный Окуловский сельский район, а 1 февраля 1963 года административный Маловишерский район был упразднён, но пленум ЦК КПСС, состоявшийся 16 ноября 1964 года, восстановил прежний принцип партийного руководства народным хозяйством, после чего Указом Верховного Совета РСФСР от 12 января 1965 года Маловишерский район был восстановлен и решением Новгородского облисполкома от 12 января 1965 года и Грядский сельсовет и пристанционный посёлок вновь в Маловишерском районе.

## Население
| 2010 |
| ---- |
| 276  |

## Власть
Гряды в административном плане относятся к Большевишерскому городскому поселению Маловишерского района Новгородской области.